# Uhły (obwód wołyński)
Uhły (ukr. Угли) – wieś na Ukrainie w obwodzie wołyńskim, w rejonie kowelskim. W 2001 roku liczyła 245 mieszkańców.